# Эренер, Сертаб
Сертаб Эренер (тур. Sertab Erener; род. 4 декабря 1964, Стамбул) — турецкая поп-звезда, одна из самых успешных певиц Турции, победившая на конкурсе Евровидение в 2003 году с песней «Everyway That I Can».

## Карьера
На заре карьеры работала у другой известной турецкой певицы Сезен Аксу. Свой первый альбом «Sakin Ol» Сертаб выпустила в 1992 году, за ним последовало ещё несколько альбомов на турецком языке, принесших певице известность на родине и за рубежом.

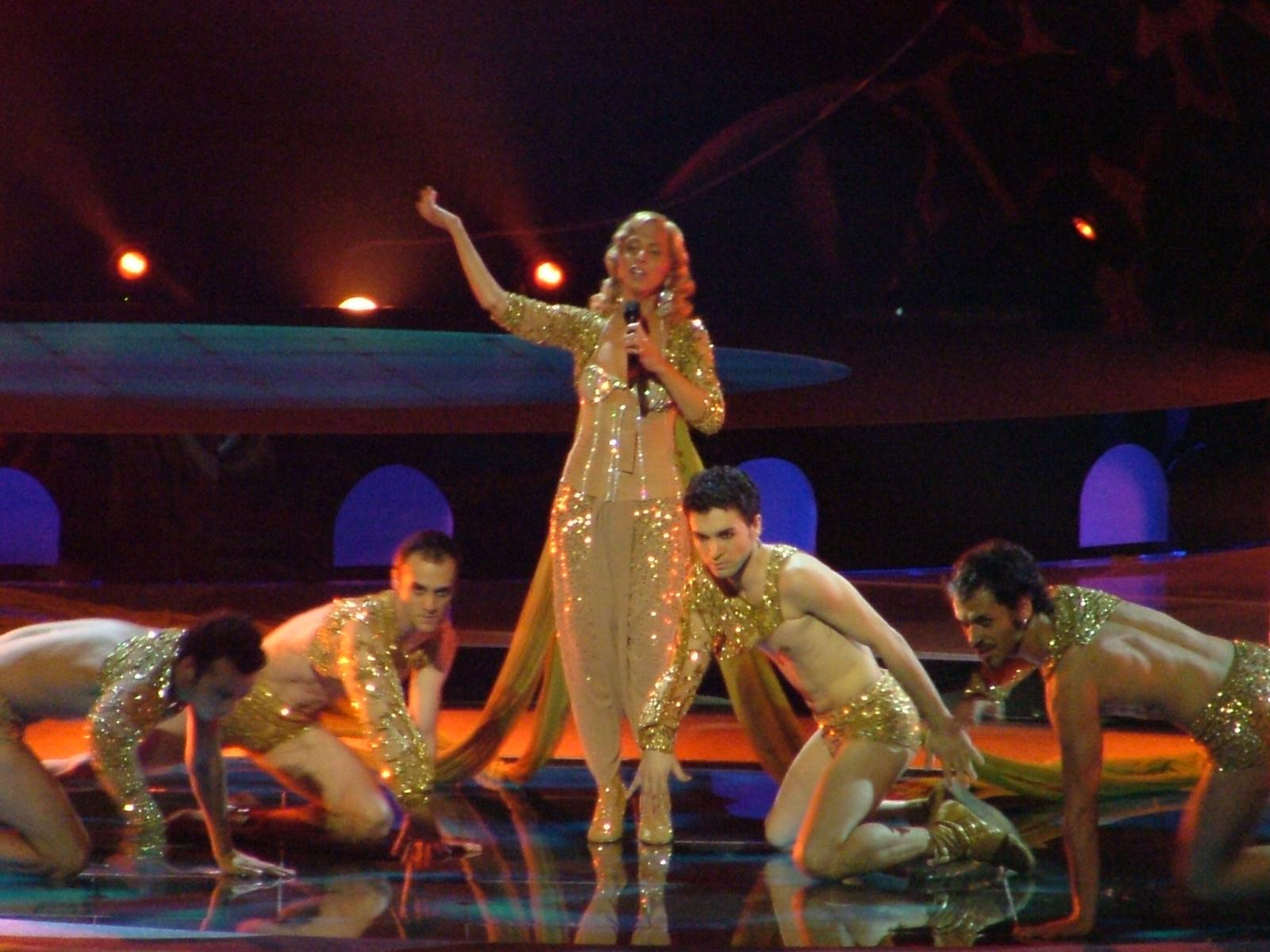
Сертаб на «Евровидении-2004»

Настоящим прорывом в музыкальный мир Европы стала для Сертаб  победа на «Евровидении». На волне успеха, когда песня «Everyway That I Can» занимала лидирующие строчки европейских чартах, Сертаб Эренер записывает англоязычный альбом «No Boundaries», выпущенный в 2004 году.
В 2005 году Сертаб Эренер принимает участие в «Congratulations» — телешоу, посвященном 50-летию «Евровидения». Её песня заняла 9-е место среди 15 лучших песен за всю историю «Евровидения». В 2007 году выходит сборник лучших песен Сертаб, богатый репертуар которой включает композиции на английском, испанском и греческом языках, а также дуэты с Русланой, Хосе Каррерасом, Рики Мартином.

## Дискография

### Студийные альбомы
- Sakin Ol! (1992)
- Lâ'l (1994)
- Sertab Gibi (1997)
- Sertab Erener (1999)
- Turuncu (2001)
- No Boundaries (2004)
- Aşk Ölmez (2005)
- Painted On Water (совместно с Демиром Демирканом, 2009)
- Rengârenk (2010)
- Sade (2013)
- Kırık Kalpler Albümü (2016)
- Ben Yaşarım (2020)
- Her Dem Yeşil (2023)

## Награды
- Государственная медаль Турецкой Республики «За выдающиеся заслуги»[тур.].